# Yoshiyuki Matsuyama
Yoshiyuki Matsuyama (松山 吉之, Matsuyama Yoshiyuki, Kyoto, 31 juli 1966) is een Japans voormalig voetballer die als middenvelder speelde.

## Clubcarrière
In 1985 ging Matsuyama naar de Waseda-universiteit, waar hij in het schoolteam voetbalde. Nadat hij in 1989 afstudeerde, ging Matsuyama spelen voor Furukawa Electric. Hij tekende in 1991 bij Matsushita Electric, de voorloper van Gamba Osaka. In 6 jaar speelde hij er 120 competitiewedstrijden en scoorde 15 goals. Hij tekende in 1997 bij Kyoto Purple Sanga. Matsuyama beëindigde zijn spelersloopbaan in 1997.

## Japans voetbalelftal
Yoshiyuki Matsuyama debuteerde in 1987 in het Japans nationaal elftal en speelde 10 interlands, waarin hij 4 keer scoorde.

## Statistieken
| Japans voetbalelftal | Japans voetbalelftal | Japans voetbalelftal |
| Jaar                 | Wed.                 | Dlp.                 |
| -------------------- | -------------------- | -------------------- |
| 1987                 | 9                    | 4                    |
| 1988                 | 0                    | 0                    |
| 1989                 | 1                    | 0                    |
| Totaal               | 10                   | 4                    |